# Джозеф Іддінгс
Джозеф Паксон Іддінгс (англ. Joseph Paxson Iddings;  21 січня 1857, Балтімор, США — 8 вересня 1920, Бринклоу, Меріленд, США) — знаменитий американський геолог, петрограф,один з авторів петрохімічного методу класифікації гірських порід CIPW-Norm і засновник американської петрографічної школи. Член Національної академії наук США.

## Життєпис
Джозеф Пакссон Іддінгс був другим сином Вільяма Пенна Іддінгса (1822—1906), оптовика з Філадельфії. Його мати Альміра Джиллет (1826—1896) походила з Балтімора. У нього був брат Чарльз Трой Іддінгс і дві сестри Лола та Естель. Його дід Калеб Пірс Іддінгс (1778—1863) був квакером, який побудував сімейну власність у Брінклоу в 1855 році. Перше ім'я Пакссон походить від Джозефа С. Паксона (1814—1889), чоловіка його тітки Дебори Дж. Іддінгс (1815—1877).
Іддінгс отримав ступінь магістра в Шеффілдській науковій школі Єльського університету в 1877 році. Потім він вивчав там аналітичну хімію, а також працював асистентом з технічного креслення та геодезії. Потім він переїхав до Колумбійського університету та вивчав геологію під керівництвом професора Джона С. Ньюберрі. Зиму 1879/80 рр. він провів у Гейдельберзькому університеті, де проводив петрографічні дослідження під мікроскопом під керівництвом Карла Генріха Розенбуша. У липні 1880 року він був найнятий Геологічною службою Сполучених Штатів (USGS) як геологічний асистент і призначений у відділ під керівництвом Арнольда Хейга. У 1892 році Іддінгс залишив Геологічну службу США, оскільки втратив посаду через скорочення робочих місць.
У тому ж 1892 році він почав викладати в Чиказькому університеті, який заснував для нього кафедру петрології — першу в своєму роді в світі. У 1907 році він був обраний до Національної академії наук США, а в 1911 році до Американського філософського товариства. У 1908 році він (дещо драматично) закінчив свої викладацькі обов'язки та пішов у свій заміський будинок у Меріленді, щоб продовжити власні дослідження. Іддінгс помер там, неодружений і бездітний, у 1920 році від хронічного інтерстиціального нефриту.

### Польова робота та подорожі
Джозеф Іддінгс проводив польові дослідження в таких регіонах: в Неваді навколо Юрики і в окрузі Вошо (родовище золота та срібла Комсток-Лоуд)
в Каскадних горах (вулканіти)
у Великому басейні (на території американських штатів Невада, Юта, Каліфорнія, Орегон і Айдахо) і
в Єллоустоунському національному парку США.
Після його відходу від академічного життя він подорожував до регіону Південних морів, а потім до Сулавесі та Яви.

### Наукові публікації
Його наукові роботи спочатку були опубліковані в основному в American Journal of Science (найстаріший науковий журнал у Сполучених штатах Америки) і бюлетені USGS. У 1883 році разом з Арнольдом Хейгом він описав вулканічний ланцюг Каскадс у праці «Нотатки про вулкани Північної Каліфорнії, Орегону і території Вашингтона». У 1886 році з'явився трактат «Стовпчаста структура в магматичних породах на Орандж-Маунтін, Нью-Джерсі» про формування стовпів у магматичних породах. «Природа і походження літофізів і шарування кислих лав» побачила світ в 1887 році, пояснюючи процес утворення літофізів і причини тонкої стратифікації в кислих лавах.
Іддінгс написав кілька петрологічних і петрографічних підручників:
- «Мікроскопічна фізіографія каменеутворюючих мінералів: допомога для мікроскопічного вивчення гірських порід» (1888). Це переклад і перегляд праці Розенбуша «Мікроскопічна фізіографія петрографічно важливих мінералів»
- «Гірські копалини. Їх хімічні та фізичні характеристики та їх визначення в тонких зрізах» (1906) і
- «Проблеми вулканізму» (1914)

Видатні досягнення: Іддінгс першим застосував у Сполучених Штатах поляризаційний мікроскоп. Він зробив особливий внесок у класифікацію магматичних порід; він був одним з перших, хто визнав важливість загального хімічного складу порід, особливо вулканічних порід. Разом зі співавторами він запровадив CIPW-Norm (метод петрології для опису хімічного складу гірських порід) у 1902 році.

## Вшанування
Професор геології з Каліфорнії Ендрю Каупер Лоусон назвав мікрокристалічну породу на честь Іддінгса — іддінгсит. Американський палеолог Чарльз Волкотт відзначив Іддінгса назвавши трилобітами роду Iddingsia (1924), а також видами трилобітів Peachella iddingsi (1910) і брахіоподами Orthis iddingsi.
Видання національної академій США National Academies Press назвало Іддінгса «видатним лідером петрології». New York Times назвала його «видатним петрологом» . Іддінгс був членом Національної академії наук, членом Лондонського геологічного товариства, Американського філософського товариства, членом Геологічного товариства Америки, членом Наукове товариство Християнії, почесний член Французького товариства мінералогії та кристалографії, почесний куратор петрології в Національному музеї США. Єльський університет заснував стипендію Iddings для аспірантури.

## Інтернет-ресурси
- Virtual American Biographies: Joseph Paxton Iddings. (Englisch) [Архівовано 6 листопада 2018 у Wayback Machine.]
- H. S. Yoder, Jr.: Joseph Paxson Iddings. National Academy of Sciences, Biographical Memoirs. (Englisch) [Архівовано 11 листопада 2013 у Wayback Machine.]